# Aircalin
Aircalin, també coneguda com a Air Calédonie International, és una aerolínia francesa que és l'aerolínia internacional de la Nova Caledònia. A més a més, duu a terme vols interns a Wallis i Futuna. Incloent-hi Wallis i Futuna, duu a terme vols regulars a dotze destinacions d'Oceania i Àsia. Té la seva base principal a l'Aeroport Internacional de La Tontouta. i la seu a Nouméa. A agost del 2019, la seva flota incloïa dos Airbus A320-200, dos Airbus A330-200, un Airbus A330-900neo i dos De Havilland Canada DHC-6 Twin Otter.